# Un tranvía llamado Deseo (ópera)
Un tranvía llamado Deseo (título original en inglés, A Streetcar Named Desire) es una ópera con música de André Previn con libreto de Philip Littell, compuesta en 1995. Está basada en la obra de teatro homónima de Tennessee Williams. Se estrenó el 19 de septiembre de 1998 en San Francisco (California). 
La temporada inicial duró hasta el 11 de octubre de 1998. Fue dirigida por André Previn, con dirección escénica de Colin Graham, con decorados de Michael Yeargan.

## Personajes
| Personaje                | Tesitura      | Reparto del estreno  |
| ------------------------ | ------------- | -------------------- |
| Blanche DuBois           | Soprano       | Renée Fleming        |
| Stanley Kowalski         | Barítono      | Rod Gilfry           |
| Stella Kowalski          | Soprano       | Elizabeth Futral     |
| Harold "Mitch" Mitchell  | Tenor         | Anthony Dean Griffey |
| Eunice Hubbel            | Mezzo-soprano | Judith Forst         |
| Steve Hubbel             | Tenor         | Matthew Lord         |
| Newspaper Collector      |               | Jeffrey Lentz        |
| The Mexican, el mexicano |               | Josepha Gayer        |
| Pablo Gonzales           |               | Luis Oropeza         |
| The Doctor, el médico    |               | Ray Reinhardt        |
| The Nurse, la enfermera  |               | Lynne Soffer         |